# Diocesi di Raiganj
La diocesi di Raiganj (in latino Dioecesis Raigangensis) è una sede della Chiesa cattolica in India suffraganea dell'arcidiocesi di Calcutta. Nel 2022 contava 105.352 battezzati su 9.057.882 abitanti. È retta dal vescovo Fulgence Aloysius Tigga.

## Territorio
La diocesi comprende i distretti di Dinajpur Settentrionale, Dinajpur Meridionale e Malda nello stato del Bengala Occidentale in India.
Sede vescovile è la città di Raiganj, dove si trova la cattedrale di San Giuseppe Lavoratore.
Il territorio si estende su 8.920 km² ed è suddiviso in 40 parrocchie.

## Storia
La diocesi è stata eretta l'8 giugno 1978 con la bolla Ut Pater et Pastor di papa Paolo VI, ricavandone il territorio dalla diocesi di Dumka.

## Cronotassi dei vescovi
Si omettono i periodi di sede vacante non superiori ai 2 anni o non storicamente accertati.
- Leo Tigga, S.I. † (8 giugno 1978 - 29 gennaio 1986 deceduto)
- Alphonsus Flavian D'Souza, S.I. † (26 gennaio 1987 - 30 aprile 2016 deceduto)
  - Sede vacante (2016-2018)
- Fulgence Aloysius Tigga, dall'8 giugno 2018

## Statistiche
La diocesi nel 2022 su una popolazione di 9.057.882 persone contava 105.352 battezzati, corrispondenti all'1,2% del totale.
| anno | popolazione | popolazione | popolazione | presbiteri | presbiteri | presbiteri | presbiteri                | diaconi | religiosi | religiosi | parrocchie |
| anno | battezzati  | totale      | %           | numero     | secolari   | regolari   | battezzati per presbitero | diaconi | uomini    | donne     | parrocchie |
| ---- | ----------- | ----------- | ----------- | ---------- | ---------- | ---------- | ------------------------- | ------- | --------- | --------- | ---------- |
| 1980 | 21.898      | 2.595.000   | 0,8         | 19         | 17         | 2          | 1.152                     |         | 2         | 54        | 11         |
| 1990 | 44.101      | 3.385.000   | 1,3         | 36         | 26         | 10         | 1.225                     |         | 14        | 88        | 14         |
| 1999 | 72.825      | 6.598.365   | 1,1         | 69         | 52         | 17         | 1.055                     |         | 27        | 146       | 26         |
| 2000 | 74.602      | 6.864.132   | 1,1         | 73         | 53         | 20         | 1.021                     |         | 35        | 155       | 27         |
| 2001 | 77.037      | 6.901.251   | 1,1         | 82         | 62         | 20         | 939                       |         | 27        | 170       | 29         |
| 2002 | 78.197      | 6.972.366   | 1,1         | 86         | 69         | 17         | 909                       |         | 26        | 176       | 28         |
| 2003 | 81.782      | 7.261.145   | 1,1         | 94         | 76         | 18         | 870                       |         | 30        | 169       | 30         |
| 2004 | 82.864      | 7.352.234   | 1,1         | 94         | 75         | 19         | 881                       |         | 31        | 183       | 30         |
| 2010 | 95.663      | 7.814.142   | 1,2         | 118        | 93         | 25         | 810                       |         | 35        | 203       | 33         |
| 2014 | 91.421      | 8.175.321   | 1,1         | 137        | 106        | 31         | 667                       |         | 42        | 218       | 33         |
| 2017 | 87.652      | 8.669.750   | 1,0         | 121        | 98         | 23         | 724                       |         | 55        | 220       | 36         |
| 2020 | 97.470      | 9.050.000   | 1,1         | 132        | 99         | 33         | 738                       |         | 62        | 229       | 39         |
| 2022 | 105.352     | 9.057.882   | 1,2         | 118        | 100        | 18         | 892                       |         | 42        | 235       | 40         |